# Cosmus Schindler
 Cosmus Schindler  (* 14. Februar 1860 in Ennenda; † 16. Juni 1950 in Zürich) war ein Schweizer Textilfabrikant, der vor allem in Österreich unternehmerisch tätig wurde.

## Leben

### Abstammung und Ausbildung
Cosmus Schindler stammte aus einer in Vorarlberg besonders erfolgreichen schweizerischen Unternehmerfamilie reformierten Glaubens. Sein Urgroßvater war der Unternehmer Samuel Schindler, sein Großvater der Textilfabrikant Fridolin Schindler, sein Vater der Textilfabrikant und Maler Samuel Wilhelm Schindler. Sein Bruder Friedrich Wilhelm Schindler wurde wie er Textilfabrikant blieb aber der Nachwelt durch seine Rolle als österreichischer Pionier der Elektrotechnik in Erinnerung. Cosmus’ Nichte Anna Margaretha Schindler wurde eine bekannte Bildhauerin.
Cosmus besuchte Schulen in St. Gallen und Lausanne (Schweiz) und erhielt zusammen mit seinem Bruder eine kaufmännische Ausbildung in Livorno (Italien). Seine Berufskarriere begann 1882 in der Spinnerei Kennelbach, dem Familienunternehmen, das nach Umgründung 1888 als Jenny & Schindler unter der Leitung der drei Gesellschafter Cosmus Jenny (seinem Onkel mütterlicherseits), Friedrich Wilhelm Schindler (seinem Bruder) und ihm selbst stand.
1886 erwarb sein Vater Samuel Wilhelm Schindler von der Tochter der verstorbenen Prinzessin Théodelinde von Württemberg deren Edelansitz Villa Leuchtenberg am Lindauer Seeufer und schenkte ihn seinem Sohn Cosmus als repräsentative Wohnstätte.

### Vor dem Ersten Weltkrieg
Während sich sein Bruder vorwiegend um seine vielseitigen elektrotechnischen Planungen und Projekte kümmerte und sich 1909 aus Krankheitsgründen vollständig aus der Öffentlichkeit zurückziehen musste, baute sein Onkel Cosmus Jenny das Unternehmen intensiv aus. Unter Mithilfe von Cosmus Schindler eröffnet er in Tirol weitere Baumwollspinnereien und eine Weberei (Telfs 1887 und Imst 1992) sowie 1894 in Vorarlberg die Weberei Mittenbrunnen bei Dornbirn. 1899 kam noch eine Baumwollspinnerei bei Moskau hinzu. Die zentrale Steuerung der Unternehmungen blieb jedoch in Kennelbach und lag in der Hand von Cosmus Schindler. Mit einer Produktionskapazität von knapp 94.000 Spindeln und 1400 Webstühlen gehörten die Fabriken Jenny & Schindler vor dem Ersten Weltkrieg zu den größten Baumwollproduzenten der Österreichisch-ungarischen Monarchie.